# Championnat d'Argentine féminin de football 2024
Navigation
Édition précédente Édition suivante
Le Championnat d'Argentine féminin de football 2024 (Campeonato de Primera División “A” de Fútbol Femenino 2024) est la quarante-septième saison du championnat et la sixième saison avec des équipes professionnelles. Après le championnat 2023 où quatre équipes ont été reléguées, et deux promotions cette saison, le championnat passe à 18 équipes.
Le Boca Juniors est le tenant du titre.

## Déroulement de la saison
Le championnat passe cette saison de 20 à 18 équipes, il est composé de deux tournois, un tournoi d'ouverture et un tournoi de clôture. Lors de chaque tournoi, les 18 équipes se rencontrent une seule fois, soit un total de 17 matchs. Chaque tournoi délivre un titre de champion.
Comme la Copa Libertadores féminine 2025 se déroule en Argentine, le pays hôte a droit à deux équipes participantes. Les vainqueurs du tournoi d'ouverture et du tournoi de clôture seront qualifiés pour le tournoi continental.
Quatre clubs seront relégués en fin de saison, ils sont déterminés par un classement cumulé qui prend en compte le premier et le deuxième tournoi.
En fin de saison, il y aura de nouveau deux promotions et quatre relégations pour avoir un championnat à 16 équipes en 2025.

## Compétition

### Tournoi d'ouverture
Les équipes se rencontrent une seule fois, le vainqueur est qualifié pour la Copa Libertadores féminine 2025 et désigné comme champion du tournoi d'ouverture.
| Rang | Équipe                   | Pts | J  | G  | N | P  | Bp | Bc | Diff |
| ---- | ------------------------ | --- | -- | -- | - | -- | -- | -- | ---- |
| 1    | Boca Juniors T           | 45  | 17 | 14 | 3 | 0  | 49 | 6  | +43  |
| 2    | Racing Club              | 36  | 17 | 10 | 6 | 1  | 33 | 10 | +23  |
| 3    | River Plate              | 36  | 17 | 11 | 3 | 3  | 33 | 15 | +18  |
| 4    | Club Atlético Belgrano   | 32  | 17 | 9  | 5 | 3  | 27 | 12 | +15  |
| 5    | Ferro Carril Oeste       | 31  | 17 | 9  | 4 | 4  | 32 | 19 | +13  |
| 6    | San Luis FC P            | 28  | 17 | 7  | 7 | 3  | 25 | 17 | +8   |
| 7    | Gimnasia La Plata        | 26  | 17 | 7  | 5 | 5  | 28 | 19 | +9   |
| 8    | CA Independiente         | 25  | 17 | 7  | 4 | 6  | 18 | 24 | -6   |
| 9    | San Lorenzo              | 24  | 17 | 7  | 3 | 7  | 23 | 20 | +3   |
| 10   | Club Atlético Banfield   | 24  | 17 | 7  | 3 | 7  | 21 | 22 | -1   |
| 11   | UAI Urquiza              | 23  | 17 | 7  | 2 | 8  | 20 | 21 | -1   |
| 12   | CA Newell's Old Boys P   | 23  | 17 | 7  | 2 | 8  | 19 | 22 | -3   |
| 13   | SAT                      | 20  | 17 | 6  | 2 | 9  | 19 | 21 | -2   |
| 14   | CA Platense              | 17  | 17 | 3  | 8 | 6  | 14 | 19 | -5   |
| 15   | Rosario Central          | 15  | 17 | 4  | 3 | 10 | 9  | 26 | -17  |
| 16   | Estudiantes Buenos Aires | 12  | 17 | 3  | 3 | 11 | 15 | 32 | -17  |
| 17   | CA Huracán               | 10  | 17 | 3  | 1 | 13 | 11 | 25 | -14  |
| 18   | Excursionistas           | 0   | 17 | 0  | 0 | 17 | 3  | 63 | -60  |

- Le Boca Juniors remporte son 29e titre de champion[3].

### Tournoi de clôture
Les équipes se rencontrent une seule fois, le vainqueur est qualifié pour la Copa Libertadores féminine 2025 et désigné comme champion du tournoi de clôture.
| Rang | Équipe                   | Pts | J  | G  | N | P  | Bp | Bc | Diff |
| ---- | ------------------------ | --- | -- | -- | - | -- | -- | -- | ---- |
| 1    | San Lorenzo              | 45  | 17 | 14 | 3 | 0  | 24 | 8  | +16  |
| 2    | Racing Club              | 37  | 17 | 11 | 4 | 2  | 41 | 16 | +25  |
| 3    | Boca Juniors T           | 36  | 17 | 10 | 6 | 1  | 48 | 13 | +35  |
| 4    | UAI Urquiza              | 23  | 17 | 7  | 2 | 8  | 20 | 21 | -1   |
| 5    | Gimnasia La Plata        | 32  | 17 | 10 | 2 | 5  | 28 | 26 | +2   |
| 6    | CA Newell's Old Boys P   | 31  | 17 | 9  | 4 | 4  | 26 | 13 | +13  |
| 7    | Club Atlético Belgrano   | 27  | 17 | 8  | 3 | 6  | 24 | 21 | +3   |
| 8    | Club Atlético Banfield   | 23  | 17 | 7  | 2 | 8  | 23 | 14 | +9   |
| 9    | River Plate              | 21  | 17 | 5  | 6 | 6  | 27 | 25 | +2   |
| 10   | CA Independiente         | 21  | 17 | 5  | 6 | 6  | 19 | 25 | -6   |
| 11   | San Luis FC P            | 20  | 17 | 4  | 8 | 5  | 31 | 29 | +2   |
| 12   | CA Platense              | 18  | 17 | 5  | 3 | 9  | 19 | 24 | -5   |
| 13   | Ferro Carril Oeste       | 17  | 17 | 4  | 5 | 8  | 21 | 20 | +1   |
| 14   | CA Huracán               | 17  | 17 | 4  | 5 | 8  | 24 | 34 | -10  |
| 15   | Estudiantes Buenos Aires | 15  | 17 | 3  | 6 | 8  | 20 | 31 | -11  |
| 16   | Rosario Central          | 14  | 17 | 4  | 2 | 11 | 22 | 30 | -8   |
| 17   | SAT                      | 11  | 17 | 2  | 5 | 10 | 12 | 24 | -12  |
| 18   | Excursionistas           | 4   | 17 | 1  | 1 | 15 | 6  | 76 | -70  |

- Le CA San Lorenzo remporte son 4e titre de champion[4].

### Classement cumulé
Le classement cumulé est obtenu avec les résultats des deux tournois, les quatre derniers sont relégués en deuxième division.
| Rang | Équipe                   | Pts | J  | G | N | P | Bp | Bc | Diff |
| ---- | ------------------------ | --- | -- | - | - | - | -- | -- | ---- |
| 1    | Boca Juniors             | 81  | 34 | 0 | 0 | 0 | 0  | 0  | 0    |
| 2    | Racing Club              | 73  | 34 | 0 | 0 | 0 | 0  | 0  | 0    |
| 3    | San Lorenzo              | 69  | 34 | 0 | 0 | 0 | 0  | 0  | 0    |
| 4    | Gimnasia La Plata        | 61  | 34 | 0 | 0 | 0 | 0  | 0  | 0    |
| 5    | Club Atlético Belgrano   | 59  | 34 | 0 | 0 | 0 | 0  | 0  | 0    |
| 6    | River Plate              | 57  | 34 | 0 | 0 | 0 | 0  | 0  | 0    |
| 7    | UAI Urquiza              | 56  | 34 | 0 | 0 | 0 | 0  | 0  | 0    |
| 8    | CA Newell's Old Boys P   | 54  | 34 | 0 | 0 | 0 | 0  | 0  | 0    |
| 9    | Club Ferro Carril Oeste  | 48  | 34 | 0 | 0 | 0 | 0  | 0  | 0    |
| 10   | San Luis FC P            | 48  | 34 | 0 | 0 | 0 | 0  | 0  | 0    |
| 11   | Club Atlético Banfield   | 47  | 34 | 0 | 0 | 0 | 0  | 0  | 0    |
| 12   | CA Independiente         | 46  | 34 | 0 | 0 | 0 | 0  | 0  | 0    |
| 13   | CA Platense              | 35  | 34 | 0 | 0 | 0 | 0  | 0  | 0    |
| 14   | SAT                      | 31  | 34 | 0 | 0 | 0 | 0  | 0  | 0    |
| 15   | Rosario Central          | 29  | 34 | 0 | 0 | 0 | 0  | 0  | 0    |
| 16   | CA Huracán               | 27  | 34 | 0 | 0 | 0 | 0  | 0  | 0    |
| 17   | Estudiantes Buenos Aires | 27  | 34 | 0 | 0 | 0 | 0  | 0  | 0    |
| 18   | Excursionistas           | 4   | 34 | 0 | 0 | 0 | 0  | 0  | 0    |

## Bilan de la saison
| Championnat d'Argentine féminin de football 2024        |                                         |
| Champion                                                | Boca Juniors (ouv) CA San Lorenzo (clô) |
| Qualifications continentales                            |                                         |
| Copa Libertadores féminine 2025                         | Boca Juniors                            |
| Copa Libertadores féminine 2025                         | Racing Club                             |
| Promotions et relégations                               |                                         |
| Promus en Championnat d'Argentine féminin de football   | Club Atlético Talleres                  |
| Promus en Championnat d'Argentine féminin de football   | Club Atlético Vélez Sarsfield           |
| Relégués en Championnat d'Argentine féminin de football | Rosario Central                         |
| Relégués en Championnat d'Argentine féminin de football | CA Huracán                              |
| Relégués en Championnat d'Argentine féminin de football | Estudiantes Buenos Aires                |
| Relégués en Championnat d'Argentine féminin de football | Club Atlético Excursionistas            |